# Cordería
En el ámbito militar se conoce como cordería o cordelería al conjunto de cuerdas y cables que se usan en artillería. 
Comprenden las siguientes: 
- Beta
- Braga
- Cejadores
- Cordel de azote
- Cuerda estopa
- Cuerda de trazar
- Cuerda mecha
- Cuerda de agarrar
- Cuerda de esparto
- Maroma
- Marometa
- Sirga
- Tirantes
- Estrenque o estrinque (que es lo mismo que maroma pero de esparto)
- Traílla de esparto

Los ingenieros, tomándolo de los marinos, llaman cabulería a lo referente a cabos y cuerdas utilizados en el servicio y manejo de puentes militares.